# Heliconius latus
Heliconius latus är en fjärilsart som beskrevs av Riffarth 1900. Heliconius latus ingår i släktet Heliconius och familjen praktfjärilar. Inga underarter finns listade i Catalogue of Life.